# Владимир Перић (уметник)
Владимир Перић (Земун, 1962) српски је мултимедијални уметник, присутан на ликовној сцени савременог стваралаштва у земљи и иностранству готово три деценије. Графику и фотографију студирао је на Факултету примењених уметности и дизајна у Београду. Око двадесет година члан је Удружења ликовних уметника Србије, а од 2004. године и члан Art Directors Club-а Србије. На сцени визуелне уметности присутан је више од три деценије, а његово стваралаштво може се поделити у три периода – када је излагао под псеудонимом „Talent”, затим као оснивач и члан уметничке групе „Talent Factory”, након чега излаже под властитим именом и у оквиру новог десетогодишњег пројекта Музеј детињства.
Под псеудонимом Талент, Перић је излагао своја дела од 1986. до 1996. године. Оснивач је и члан уметничке групе Talent Factory у којој је радио од 1996. до 2006. године, након чега је започео пројекат Музеј детињства који би по његовим плановима формално требало да се заврши до 2016. године.
Од 2013. године, Владимир Перић наступа у тандему заједно са Милицом Стојанов, стварајући заједничке визуелне и писане целине у различитим уметничким медијима. Излагао је на више од седамдесет самосталних и на више од две стотине групних изложби. Добитник је више награда, а међу њима је и престижна награда за визуелну уметност у домаћем контексту – награда новинске куће „Политика” из фонда „Владислав Рибникар” за изложбу „Made in YU”, одржане у галерији Хаос, 2006.

## Живот и дело
Владимир Перић рођен је 1962. године у (?). Завршио је електротехничку школу у којој се се бавио музиком, правио демо-снимке са четвороканалним касетофоном и истовремено, спремао се за пријемни испит на Факултету примењених уметности. Студирао је графику и фотографију на Факултету примењених уметности и дизајна у Београду. Од 1994. година члан је Удружења ликовних уметника Србије, а од 2004. године и члан Art Directors Club-а Србије.
Перићев еклектичан рад препознатљив је на разним уметничким пољима: у музици, визуелној уметности - графици и графичком дизајну, фотографији, ликовној уметности - у којој се изражава у форми инсталација, објеката, ready-made објеката.
Његов уметност је у форми плуралистичког израза, који многи сврставају у област концептуалне уметности, и може се поделити у три фазе:
- Прва фаза (1986—1996). у којој је Перић своја дела излагао под псеудонимом Талент
- Друга фаза (1996—2006),  у којој је Перић стварао и излагао као оснивач и члан групе Talent Factory
- Трећа фаза (2006—2016).  у којој се Перић тренутно налази и у њој ствара и излаже под својим именом. У оквиру ове фазе је и његов нови десетогодишњи пројекат Музеј детињства (2006—2016).

У средишту ликовног стваралаштва Владимира Перића, тренутно је сложени мултимедијални пројекат Музеј детињства који развија заједно са историчарком уметности Милицом Стојанов. Циљеви овог пројекта, према изјавама аутора су да:
| „ | Музеј детињства истражи, систематизује и интерпретира сведочанства детињства (амбалажу, играчке, литературу, гардеробу, фотографије итд, већином пронађене на бувљим пијацама), која су најпре везана за социокултурни простор Југославије, али имају и универзалну вредност, разумљиву и без знања о историјској и културној конотацији. Музеј детињства истражује сложени концепт детињства и повезаних категорија попут сећања, идентитета, интимних и колективних наратива, користећи музеолошки и антрополошки приступ, у комбинацији са специфичним ауторским приступом, оличеном у колекционарској пасионираност и интерпретацији прожетој уметничким промишљањем и личним односом аутора према детињству. | ” |

Поставке Владимира Перића, наспрам неутралног модела излагања, представљају ликовност која потврђује стваралачку имагинацију и ангажман уметника, наспрам неутралном модела излагања, што Перићу допуштају да испољи различите семантичке слојеве који чине увид у значај предмета. 
У савременој употреби Перићеви „изабрани предмети детињства“ нису само знаци са улогом сведочанства из периода из ког потичу, већ и форме ослобођене историје, предмети поновне производње и стварања инсталација / редимејда / објеката. Такве поставке пружају интерпретацију детињства кроз начин мишљења, персонализацију, естетску перспективу, критичко преиспитивање, емотивни доживљај, стварајући јединствену комбинацију музеолошког и уметничког контекста.
Живи у Београду и ради на Факултету примењених уметности у Београду као сарадник у области фотографије. Излаже под сопственим именом.

## Самосталне изложбе[6]

### Талент
| Година | У земљи | Година | У иностранству                                                                                   |
| ------ | --- | ------ | ------------------------------------------------------------------------------------------------ |
| 1988.  | - Растајања, Галерија СКЦ, Београд, Србија |        |                                                                                                  |
| 1989.  | - Удаљавања, Галерија СКЦ, Београд, Србија - Надлетања, Галерија СКЦ, Београд, Србија | 1989.  | - Прелетање, Југословенски уметнички пројекат '95, Галерија Лапидариј, Ријека, Хрватска          |
|        | | 1990.  | - Моаре, Градске зидине, Дубровник, Хрватска                                                     |
| 1992.  | - Изложба над галеријом, фасада галерије СКЦ, Београд, Србија - 1967 - Прототип урбане пећине, Галерија Подрум, Београд, Србија - Група Талент, 33. октобарски салон, рад "Важно је остати у ваздуху а не имитрати птице", Галерија Атријум, Београд, Србија |        |                                                                                                  |
| 1993.  | - Зоо, Ликовна галерија Културног центра Београда, Србија - Пулс, Галерија Дома омладине Београда, Србија | 1993.  | - Крсташи, Галерија Капелица, Љубљана, Словенија - Ретроспект, Галерија ШКУЦ, Љубљана, Словенија |
|        | | 1994.  | - Енглески буквар, Галерија ШКУЦ, Љубљана, Словенија                                             |
| 1995.  | - Трн у оку - 3Д Тапет, Галерија Центра за визуелну културу "Златно око", Нови Сад, Србија - Fish eye, Базен амбасаде Бангладеша, Београд, Србија - Матрица - Отисак, Канцеларија директора Радија Б92, Дом омладине Београда, Србија - Лобања поглавице, Урбазон '95, Етнографки музеј, Манакова кућа, Београд, Србија - Фото-сафари, Центар за културну деконтаминацију, Павиљон Вељковић, Београд, Србија |        |                                                                                                  |

### Talent Factory
| Година | У земљи | Година | У иностранству                                                                      |
| ------ | --- | ------ | ----------------------------------------------------------------------------------- |
| 1996.  | - Српско-хрватски буквар, Галерија УЛУС, Београд, Србија - Non tactile, Alter image, Off-BITEF програм, Cinema Rex, Београд, Србија | 1996.  | - Лобања поглавице, Галерија Капелица, Љубљана, Словенија                           |
| 1997.  | - Big shave, БЕЛЕФ '97 (Београдски летњи фестивал), Барутана, Београд, Србија |        |                                                                                     |
|        | | 1998.  | - Big shave, Барски љетопис, Умјетничка галерија Велимир А. Лековић, Бар, Црна Гора |
| 1999.  | - Троугао, са Бором Миљовским, Мадленианум, Земунско позориште, Земун, Србија - Логор, Галерија Графичког колектива, Београд, Србија - Мутанти, Галерија 19 степеника, Дом омладине Београда, Србија                                                      |        |                                                                                     |
| 2000.  | - Wired men XX00, Промоција 10. Публикомовог календара, Музеј савремене уметности, Београд, Србија |        |                                                                                     |
| 2001.  | - Хибрид, Нефункционална места - измештене функционалности, БЕЛЕФ, Планетаријум, Доњи Калемегдан, Београд, Србија |        |                                                                                     |
| 2003.  | - Амплитуда, Изложба бр. 1, кафић Код Маме, Београд, Србија - Тродимензионални тапет, Мустра бр. 7, Галерија Дома омладине Београд, Србија |        |                                                                                     |
| 2004.  | - Стрип (Bla, bla bla; Caution), Срећна галерија, СКЦ, Београд, Србија - Технички преглед, Галерија Ремонт, Београд, Србија |        |                                                                                     |
| 2005.  | - Индиректно, Галерија Циркус, СКЦ, Београд, Србија - Варијације, Фестивал алтернативне културе Залет, Галерија Народног музеја Зајечар, Србија - Реплика, Галерија Центра за културу, Сопот, Србија - Made in Yugoslavia, Галерија Хаос, Београд, Србија |        |                                                                                     |
| 2006.  | - Резервна планета, галерија Озон, Београд, Србија - The end Галерија Ремонт, Београд, Србија |        |                                                                                     |

### Владимир Перић — Музеј детињства (Владимир Перић и Милица Стојанов од 2013)
| Година | У земљи | Година | У иностранству |
| ------ | --- | ------ | --- |
| 2006.  | - Каталог узорака тродимензионалних тапета, Галерија СКЦ, Београд, Србија - Преузете успомене, Трио - Музеј детињства, Галеријски простор Оги центра, Ниш; - Resource center, Лесковац, Мала сала галерије Народног музеја, Врање, Србија - Дно, Културни центар Зрењанина, Србија - Дневник бициклисте, Галерија Звоно, Београд, Србија                                                                                 |        | |
| 2007.  | - Дизниленд, Музеј детињства, Ликовна галерија Културног центра Београда, Србија - Уникатни тираж, Галерија Дома културе Студентски град, Београд, Србија - Преузете успомене - Фото-архив Музеја детињства, Музеј примењене уметности, Београд, Србија - Палиндроми, Галерија 73, Београд, Србија - Оштећена лица, Блок галерија, Београд, Србија - Facebook, Центар за графику и визуелна истраживања, Београд, Србија |        | |
| 2010.  | - Музеј детињства, Пратећа манифестација 6. Кидс фестивала, Галерија СКЦ, Београд, Србија - Репетиције и варијације, Градска галерија Пожега, Србија | 2010.  | - Музеј детињства - ретроспектива, Музеј савремене уметности Републике Српске, Бања Лука, Босна и Херцеговина                                 |
| 2011.  | - Музеј детињства - Изложба кондиторске амбалаже, Легат Милице Зорић и Родољуба Чолаковића, МСУ, Београд, Србија - Подвојена личност, Галерија УК Пароброд, Београд, Србија |        | |
| 2012.  | - Споредно/упоредно, Галерија УЛУС, Београд, Србија |        | |
| 2013.  | - Историја = Половна будућност, Музеј историје Југославије, Београд, Србија | 2013.  | - Нема ничега између нас, 55. Венецијански бијенале савремене уметности: Енциклопедијска палата, Национални павиљон Србије, Венеција, Италија |
| 2023.  | - Намењено – замењено, Ликовна галерија Културног центра Београда - Намерно немарно, Галерија Надежда Петровић у Чачку |        | |
|        | |        | |

## Групне изложбе

### Талент
| Година | У земљи | Година | У иностранству |
| ------ | --- | ------ | --- |
| 1989.  | - Икона 1, Икона 2, 15. Југословенски бијенале младих, Модерна галерија, Ријека, Хрватска | 1989.  | - Слетања, Југословенска документа '89, Олимпијски центар "Скендерија", Сарајево, Босна и Херцеговина |
| 1990.  | - Племенски предмети, Млади београдски скулптори, Галерија Удружења ликовних уметника Србије (УЛУС), Београд, Србија |        | |
| 1991.  | - Робоајаз, Чувари мапе - Школигрица (Уметник и дете), Галерија УЛУС, Београд, Србија - Летелице, Избор '91 асамблаж-колаж, Уметнички павиљон Цвијета Зузорић, Београд, Србија - Ждрал, напуштена фабрика "Стандард бетон", Београд, Србија - Птероиди, 32. октобарски салон - Од машине ка ..., Ликовна галерија Културног центра Београда, Србија | 1991.  | - Таоци, Баста !, Уметничка радионица Лазарети, Галерија фото-кино клуба, Дубровник, Хрватска |
| 1993.  | - Око за око за око, Приватно - јавно, Приватна кућа на Дедињу - Срећна нова галерија, СКЦ, Београд, Србија - Ластин реп, 7. ПИЈС, Савремена галерија Центра за културу Панчево, Србија - Бела смрт, Лед арт, камион-хладњача паркиран испред Дома омладине Београда, Србија - Јато 1, Јато 2, урбазон, Акција Но.7, Галерија Дома омладине Београда, Србија - Pterolight, Неон башта, Петроварадинска тврђава, Резервни ратни бунар, Нови Сад, Србија - Љуска, Ек Темпо, Галерија централног клуба Војске Југославије, Београд, Србија - Катедрале, Град - магични универзум, Галерија Централног клуба Војске Југославије, Београд, Србија - Мутирана геометрија, Симетрија, Култура и наука, Галерија 73, Београд, Србија - Играчке, 34. октобарски салон, Музеј 25. мај, Београд, Србија - Освета, Лед арт, Акција бр. 2 - Потоп, клуб Смауг, Нови Сад, Србија - Aquarelle, Бијенале југословенског акварела, Народни музеј, Зрењанин, Србија - У катран и перје, Узлет, Музеј савремене уметности, Београд, Србија - Хуманитарна помоћ за птице, Лед арт, Акција бр. 3 - Арт кувар, приватна гаража, Београд, Србија | 1993.  | - Племе, Млада југословенска уметност, Budapest Gallery, Будимпешта, Мађарска |
| 1994.  | - Инкубатор, Свод, Фарадејев кавез, Критичари су изабрали, Ликовна галерија Културног центра Београда, Србија - Симбиоза 1, Симбиоза 2, Нови чланови, 75 година УЛУС-а, Ументички павиљон Цвијета Зузорић, Београд, Србија - Шраф, урбазон Арт Парти, Београд, Србија - Холе, Први Бијенале младих, зграда Конкордија, Вршац, Србија - Зид, Новосадски летњи фестивал, Музеј града Новог Сада - Петроварадинска тврђава (топовњаце), Нови Сад, Србија - У случају опасности разбити стакло, II Цетињски бијенале, Биљарда, Цетиње, Црна Гора - Статиц-магнетик, Арт врт, Цинема Рек, Београд, Србија | 1994.  | - Фото-играчке, Дибидон, Галерија ШКУЦ, Љубљана, Словенија - Бог, Религија у уметности, Галерија Беобанке, Прибој (путујућа изложба: Дом револуције, Пријепоље; Дом културе, Нова Варош; Дворац краља Николе, Бар; Дом културе, Жабљак; Галерија уметности несврстаних земаља, Подгорица) |
| 1995.  | - Фото-пулс, 1964-1994, Изложба поводом 30 година Дома омладине, Галерија Дома омладине Београда, Србија - Исправно? 1; 2; 3; 4, Поклон збирка библиофилских издања Зорана Л. Божовића, Народни музеј Београд, Србија - Племе 2, Мали пролећни салон, Галерија Дома културе, Чачак, Србија - Грб друштва Америчко-српска пријатељства, 150 + 5 (Српски фотографија данас), Културни центар Београда, Србија - Sex box – Scene pogleda (camera obscura), Годишња изложба Сорос ЦЗСУ, Цинема Рек, Београд, Србија - Underground,, Соба са мапама, Галерија Дома омладине Београда, Србија - Асфалтирање плућа, Повратак минијатури, Галерија Графичког колектива, Београд, Србија | 1995.  | - Fast food, 95 vollgummi, Intermediales Symposion, Schwa rzanberg'sche Meirei, Schrattenberg, Austria - Zeit, Ostranenie '95, Das Internationale Video Forum, K.I.E.Z. e.V., Десау, Немачка - Непоуздани мерни инструменти, Време, Музеј примењене уметности, Будимпешта, Мађарска       |
| 1996.  | - Матрица-отисак, Поглед на зид 1994-1996, Уметници и критичари, Цинема Рек, Београд, Србија - Птероид, Летња продајна изложба, УЛУС, Београд - Летелице, 37. октобарски салон, пратећи изложба, Слика и предмет, Ликовна галерија Културног центра Београда, Србија |        | |
|        | | 1997.  | - Асфалтирање плућа, Ду бон усаге д л'ембаллаге, Деук Центс Миниатурес цонтемпораинес, Музеј лепих уметности, Врир, Белгија |
| 2001.  | - Летелице, Ревиев 2, Уметничка сцена деведесетих, Галерија Ремонт, Београд, Србија |        | |
| 2005.  | - Underground, О нормалности, Уметност у Србији 1989-2001, Музеј савремене уметности, Београд, Србија |        | |

### Talent Factory
| Година | У земљи | Година | У иностранству |
| ------ | --- | ------ | --- |
| 1996.  | - 3Д Тапет - Птероиди, Интимни програм за студију о ентеријеру, Музеј примењене уметности, Београд, Србија - Спој, Тријенале скулптуре, Савремена галерија Центра за културу Панчево, Србија - Јато, Мајстори београдске алтернативе, Народни музеј, Господар Васин конак, Краљево, Србија |        | |
| 1997.  | - Невидљиви станари, Де Валигија (О коферу), Југословенски вагон, Главна железничка станица, Београд - Снешко, Саренка, Руменко, III Бијенале акварела, Народни музеј, Зрењанин, Србија | 1997.  | - Птероиди, Југословенска савремена уметност, ХЕЛЕКСПО павиљон, Солун, Грчка - In tactile, Break 21, Први међународни фестивал младих независних уметника, Тим К4, Љубљана, Словенија - Freeze Frame, Ostranenie ’97, The International Electronics Media Forum, Bauhaus-Keller, Десау, Немачка - Братимљење, Лампарна '97, 3rd International Art Workshop, Лабин, Хрватска - Св. Фрањо проповеда птицама, Трећи Цетињски бијенале, Владин дом, Цетиње, Црна Гора |
| 1998.  | - Продукција, Критичари су изабрали, Ликовна галерија Културног центра Београд, Србија - Ребус, 39. октобарски салон, Музеј 25. мај, Београд, Србија - Два калибра за председника, Експеримент у фотографији, Галерија Сингидунум, Београд, Србија - Текстурисање, Природа - једина и непоновљива, Галерија Природњачког музеја, Београд, Србија - Крик, Лични проблем, Laser Body, 40. октобарски салон, Уметнички павиљон Цвијета Зузорић, Београд, Србија | 1998.  | - Четникова кућа, Artists in Residence, Holz Museum – auswendig, St. Ruprecht ob Murau, Аустрија - Toys, Kunstsoff-Holz, Holz Museum, St. Ruprecht ob Murau, Аустрија - Message, Flaschenpost, Forum Stadtpark, Grac, Аустрија |
| 2000.  | - Стопало, Keep Walking, Johnnie Walker, Сохо бар Сохо, Београд, Србија - Десети Публикомов календар, Каталози Галерије 19 степеника, Грифон, 3. Југословенски конкурс за најбољи графички дизајн у 1998. и 1999. години, Галерија Графичког колектива, Београд, Србија | 2000.  | - Mutants, Casa Refugio, Smorgasbort, Mexico D.F., Мексико |
| 2000.  | - Киша, 41. октобарски салон, Уметнички павиљон Цвијета Зузорић, Београд, Србија |        | |
| 2001.  | - Плакат, Јесења изложба, Град-ђубриште-замак, Уметнички павиљон Цвијета Зузорић, Београд, Србија - ЛРД (Плава серија), Тим ресторан Сова, Београд, Србија | 2001.  | - LRD, goEurope: The Caleidoscopic Eye, Kunsthalle des Artmax, Braunschweig, Немачка - Киша (диптих), 34. Херцегновски зимски салон, Галерија Јосип Бепо Бенковић, Херцег Нови, Црна Гора |
| 2002.  | - Календар ИБЛ Дуга, Калескпо, Изложба Публикумовог календара за 2002. годину, Публикум, Београд, Србија - LRD I; LRD II (Proteze), Yu Photo Art, Галерија Музеја историје Југославије, Београд, Србија - Font FeO₂ (Graphics International, issues 82-90; Steven Heller and Mirko Ilić; Icons of Graphic Design, Themes and Hudson); Грифон, Југословенски конкурс за најбољи графички дизајн у 2000. и 2001. години, Галерија Графичког колектива, Београд, Србија - Логотипи, Знаковито (Алфабети, пиктограми, логотипи), Галерија Графичког колектива, Београд, Србија - ФеО₂ бројеви (Steven Heller and Mirko Ilić; Icons of Graphic Design, Themes and Hudson), 43. октобарски салон, Актуелности - примењена уметност, Југословенска галерија уметничких дела, Београд, Србија - Лични проблем, 43. октобарски салон, Ретроспектива награђених радова (1960—2001) - Ликовна уметност, Музеј 25. мај, Београд, Србија | 2002.  | - Лобања поглавице, Бреак 21, 6. Међународни фестивал младих независних уметника, Деад ор Аливе, Галерија Капелица, Љубљана, Словенија |
| 2003.  | - Wired man XX00, Публикомови календари - првих 10 година, Скупштина града Београда, Србија - Prekriženo, Re-Discover, Међународни скуп уметника, теоретичара, критичара, Музеј 25. мај, Београд, Србија - Bee, Family, Фото-ретроспектива радова излаганих у Аустрији, 2. Дунавска конференција за уметност и културу, Ликовна галерија Културног центра Београд, Србија | 2003.  | - Scyscraper for Birds, XYZ Kunst aus Holz, Internationales GriffnerHaus Künstlersymposiim, Vor dem O sole mio, am GriffnerHaus Werksgelande, Griffen, Аустрија - Компаративни материјали, Хотел Пупик 03, Artists in Residence, Schwazenberg’sche meirei, Schattenberg, Аустрија - Иста песма, 36. Херцеговачки зимски салон, Галерија Јосип Бепо Бенковић, Херцег Нови, Црна Гора                                                                               |
| 2004.  | - У кругу породице,Finissage, Farewell – Exhibition for Gaudenz Ruf, Резиденција швајцарске амбасаде, Београд, Србија - Аутопортрети, In Difference, Mini festival mix-media, VIP Art Gallery, СКЦ, Београд, Србија - Обострано, Изложба принтова, БЕЛЕФ '04, Галерија на отвореном, Београд, Србија - ФеО₂ фонт, изложба Арт Дирецторс Цлуб-а Србије, Нев Момент Галерија, Београд, Србија - Кључни сведок, Кадрирање, Ауторска изложба Татјане Орбовић, Галерија СУЛУЈ, Београд, Србија - 3Д Тапет, Мини мустра бр. 7, 40 година Дома Омладине, Галерија Дома омладине Београда, Србија - До сто један и назад, И Септембарски салон, Галерија СКЦ - Велика сала, Београд, Србија - Фотографије (Милана Младеновић и Римтутитуки), Кап по кап (Десет година од смрти Милана Младеновића), Галерија СКЦ - Балкон Велике сале; Културни центар Инђија; Галерија Озон, Београд, Србија - Активни тапет, Откуп 2004, Скупштина града Београда, Стари двор, Београд, Србија                                                              | 2004.  | - ФеО₂ фонт, Греота да се баци, Галерија Центар, Центар савремене уметности Црне Горе, Подгорица, Црна Гора - Ready? Made!, 40+ (Vierzig Plus, Versuche sur Erotik), Ausstellung für Martin Zrost, Беч |
| 2005.  | - Док си рекао кекс, "Тероризам", Ворк ин прогресс, Галерија СКЦ - ВИП Арт галерија, Београд, Србија - Кад мачке нема, мишеви коло воде, Априлски сусрети, Галерија СКЦ - Велика сала, Београд, Србија - Аутопортрети (Трипод),IN-DIFFERENCE II, End Again, Галерија СКЦ - ВИП Арт галерија, Београд, Србија - Тријумф, Ко је изневерио пионире?, Црпна станица у дорћолској марини, Београд, Србија - Аутопортрети, ... са или без?, Ликовна галерија Културног центра Београда, Србија - Циркуски постамент за слона, Total art sale, Уметност од 99.00 до 9999.00 динара, Галерија СУЛУЈ, Београд, Србија - Кап (Диптих), са Јованом Попић, Фотографија Пројект / Тачка пресецања, Галерија УЛУС, Београд, Србија - 2Д Глобус, 46. октобарски салон: Уметност која ради, Catch me!, Кућа легата, Београд, Србија - Торбари, Јесења изложба, Уметнички павиљон Цвијета Зузорић, Београд, Србија - Х, Новогодишња продајна изложба, Галерија Ремонт, Београд, Србија - Исечак, Чукарички ликовни салон, Галерија 73, Београд, Србија | 2005.  | - 2D Globe, Штанд галерије, Focused on CEE, The International Art Fair “Viennafair”, Беч, Аустрија |
| 2006.  | - Вера Огризовић и Биљана Тодоровски (E Play), Guitar Visual Art,, Галерија СКЦ, Београд, Србија - Око, Скулптура, објекат, или, где је граница ?, Модерна галерија, Културни центар Горњи Милановац, Србија - Циркуски постамент за слона, Anti-Hanibal mine, Годишња изложба Терра 2005, Савремена галерија Народног музеја, Кикинда, Србија | 2006.  | - Бројчаник (ФеО₂), Vienna Fair, International Contemoprary Art Fair, Беч, Аустрија - Х - као Херкулес, 23rd Biennal Exhibition of Graphic Art, Gallery of Miskolc, Музеј савремене уметности, Мађарска |

### Владимир Перић — Музеј детињства (Владимир Перић и Милица Стојанов од 2013)
| Година | У земљи | Година | У иностранству |
| ------ | --- | ------ | --- |
| 2006.  | - Поглед, 12. Бијенале уметности, Одбрана Природе, Центар за културу Панчево, Галерија савермене уметности, Панчево, Србија - Странац, 20. Крајишки ликовни салон, Тајанствени странац (Поводом обележавања 150 година од рођења Николе Тесле), Велика галерија Дома војске Србије, Београд, Србија - Серем вам се на рекламу, Јесења изложба, Уметнички павиљон Цвијета Зузорић, Београд, Србија - Просјак, Скулптура, објекат или где је граница? (ИВ), Модерна галерија Народног музеја Крагујевац, Србија - Поглед (детаљ), Одбрана Природе, избор радова, Галерије савремене уметности Панчево; СУПЕРСПАЦЕ, Београд, Србија - Црно и бело, ГалеријаРемонт, Београд, Србија - Зебре, Чукарички ликовни салон 2006, Галерија 73, Београд, Србија - Адресар пријатеља, Библиотека - Отворена књига Балкана (Књига као уметнички предмет), Ликовни салон Дома културе, Чачак, Србија; | 2006.  | - Адресар пријатеља, Библиотека - Отворена књига Балкана (Књига као уметнички предмет), Уметничка галерија Колегијум артистикум, Сарајево, Босна и Херцеговина |
| 2007.  | - Месец, звезда (диптих), Поглед-Цртеж-Став ИВ, Галерија 73, Београд, Србија - Стара планета, Супермаркет Маки, Београд, Србија - Застава СФРЈ, Немачка застава, Ready made, XI Пролећни анале, Од извора 2 путића воде на три стране, Ликовни салон Дома културе Чачак, Србија - Мерилин Монро, Галерија Златно око, Нови Сад, Србија - Циркуски постамент за слона, Terra 1982-2007, Ретроспективна изложба Симпозијума скулптуре у теракоти, у оквиру пројекта Погледи 2007, Галерија 73, Београд, Србија - Студеница, Alien project, IV Border disorder, Галерија УЛУ Владислав Маржик, Краљево, Србија - Циркуски постамент за слона, Видици, Галерија Блок, Београд, Србија - Дневник Мики Мауса, 44. Београдски међународни сусрет писаца, Будни снови: бесани дневници, Велика галерија Дома културе Студентски град, Београд, Србија - XXOO Kalendar,, Феномен: Публикум календар, Галерија Српске академије науке и уметности, Београд, Србија - Бела куга, Чукарички ликовни салон, Галерија 73, Београд, Србија - Солитер за птице (фотографија), Објекти, инсталације, амбијенти, интервенције у урбаном простору, Музеј савремене уметности Војводине, Нови Сад, Србија | 2007   | - Поливалентне везе, The Collection, Traffo Gallery, Будимпешта, Мађарска - Уједињени птероиди, Vienna Fair, The International Contemporary Art Fair focused on CEE, Messezentrum Wienneu, Беч, Аустрија - Немачка застава, Но рестрицтион, 40. Херцегновски зимски салон, Јубиларна изложба, Галерија Јосип-Бепо Бенковић, Херцег Нови, Црна Гора - Љуљакоњи, Terre de Promesses, Espace Apollonia, Стразбур, Француска; Културни ценар Србије, Париз, Француска, 2008; Европска комисија, Berlaymont Building, Брисел, Белгија, 2008; Bibiliotheque Universitaire Lucien Febvre, Белфор, Француска, 2008; Galerie ArtPoint, Беч, Аустрија 2009; Vasvary House, Печуј, Мађарска, 2010. |
| 2008.  | - Љубав?, 9. Међународни бијенале уметности минијатуре, Модерна галерија, Културни центар Горњи Милановац, Србија - Крст, Крст (триптих), Духовно у уметности, Продајна галерија Београд; Мултимедијални центар - Галерија Нови Пазар, Србија - Кључаоница (принт), Теленор колекција, Уметнички павиљон Цвијета Зузорић, Београд, Србија - Круг (Мустра Зека), идеја-(Не)-реализација, Галерија УЛУ Владислав Маржик, Краљево; Галерија Ремонт, Београд, Србија - Отисци, Јаловичка колонија, Галерија СКЦ, Београд, Србија - Заставе, Реади маде, Галерија УЛУС, Београд; Музеј савремене уметности Војводине, Нови Сад, Србија - Ф, Светле речи, БЕЛЕФ, Савско пристаниште, Београд, Србија - Коверат, Пет година УСС, Пословни центар Ушће, Београд, Србија - Заставе, сликама речник, Галерија Икар, Београд, Србија - ЛРД гитаристкиње, Гуитар Арт Фестивал, Галерија СКЦ, Београд, Србија | 2008.  | - Паја Патак звезда Дизниленда; Смрт морнара; Исечак, Разоткривање - подвучено сећање, Музеј савремене уметности, Сент Етјен, Француска; - Паја Патак звезда Дизниленда; Смрт морнара; Исечак, Разоткривање - подвучено сећање, Национална галерија Македоније - Мала Станица, Скопље, Македонија - Паја Патак звезда Дизниленда; Смрт морнара; Исечак, Разоткривање - подвучено сећање, Музеј савремене умјетности Републике Српске, Бања Лука, Босна и Херцеговина; - Паја Патак звезда Дизниленда; Смрт морнара; Исечак, Разоткривање - подвучено сећање, Музеј византијске културе, Солун, Грчка                                                                                    |
| 2009.  | - Аутопортрети, Откупљени радови, Магацин Нолит-а, Београд, Србија - Кривуљари, Клирит Арт, Галерија Стара капетанија, Београд, Србија - Змије, Искорак, Галерија Надежда Петровић, Чачак, Србија - Теленорова колекција савремене уметности, Музеј савремене уметности Војводине, Нови Сад, Србија - Катран и перје, Галерија Перо, Београд, Србија - Локалитети УНЕСКО у Југоисточној Европи, Culture Matters, Аустријски културни форум, Београд, Србија - Ф, Иза огледала, Италијански институт за културу, Палаззо Италиа, Београд, Србија - Слепи миш, Арцимболдо, Колонија Савинац, Модерна галерија Културног центра Горњи Милановац, Србија - Кривуљари, БЕЛЕФ, Свечано отварање мурала, ОШ Свети Сава, Београд, Србија - 3Д тапет Кривуљари, двосмерно-сликовни речник, Галерија Икар, Београд, Србија - Патриотизам I и II, Књига уметника, Педагошки музеј, Београд, Србија | 2009.  | - 3Д тапет за тоалет, REINK B.A.L.K.A.N. art, Музеј Града Скопља, Македонија - 3Д тапет за тоалет, Стара Штампарија, Музеј савремене уметности Истре, Пула, Хрватска |
| 2010.  | - Дневник Мики Мауса, Моје искуство у свесци, 50 година Ликовне галерије Културног центра Београда, Србија - Близанци, Лице ствари, Галерија Икар, Дом ваздухопловства, Београд, Србија - Симбол, Сомбор, Србија | 2010.  | - 3D тапет за фото лабораторију, Стара Штампарија, Музеј савремене уметности Истре, Пула, Хрватска - Трио, Торта, Официрски дом, Битољ, Македонија |
| 2011.  | - Светска криза, Скулптура, објекат, или где је граница? В, Уметнички павиљон Цвијета Зузорић, Београд, Србија - Уникатни тираж, Галерија УК Пароброд, Београд, Србија - Дочек-Испраћај, Миксер фестивал, Житомлин, Београд, Србија - Дневник Мики Мауса, 3Д тапет за посластичарницу, Репетиције и варијације - мустра Зека, Слатки тотем, За мале и велике, Галерија Авангарда, Вроцлав, Пољска; Салон Музеја савремене уметности, Београд, Србија - Чађави воз, Храм-Књига-Застава, Легат Богића Рисимовић Рисима, Чачак, Србија - Плави воз, Галерија УЛУ Владислав Маржик, Краљево, Србија |        | |
| 2012.  | - Палидроми, Колекција, Галерија Podroom, КЦБ, Београд, Србија |        | |
|        | | 2013.  | - Hexagonus, Хотел Пупик, Шратенберг (Schrattenberg), Аустрија (Уметничка колонија) |
|        | | 2014.  | - Исечак, ИЗ/УЗЕТНОСТИ - Савремене визуре културне баштине/Нове смернице будуће сталне поставке, Музеј савремене уметности Републике Српске, Бања Лука, Босна и Херцеговина |

## Признања
За своје уметничко стваралаштво Владимир Перић је више пута награђиван. Најзначајна признања су за стваралаштво у визуелној уметности: 
- Политикина награда за ликовну уметност из фонда Владислав Рибникар (2006). за изложбу „Мејдин Југославија“ (Made in Yugoslavia)
- Учешћа на 55. бијеналу у Венецији (2013)
- Ауторска типографија, Владимира Перића фонт ФеО₂ (2001). Ово дело донело му је значајно међународно признање - уврштено је у преглед графичког дизајна у оквиру публикације Стивена Хелера и Марка Илића Icons of Graphic Design.[7]
- Радови аутора објављивани су у многим угледним публикацијама и часописима, попут: 2nd sight, graphic design after the end of print, Dejvida Karsona, Domus”, “How, Graphics International , Blue, European Photography, Квадрат, Eternа, Реч, “New Moment, Remont Art magazin, Art Fama ....